# Spreyopithecus chaluhensis
Spreyopithecus chaluhensis je čtvrté studiové album české punk-rockové kapely Totální nasazení, vydané k desátému výročí založení kapely. Deska byla nahrána v červenci 2000 v pražském nahrávacím studiu Hostivař. Vydána byla pod vydavatelstvím Globus music. Celé album je žánrově dosti pestré. Deska se stala přelomovou v celé diskografii skupiny Totální nasazení, kromě klasického melodického punk-rockového nádechu se na album nachází prvky folku, reagge, ska i metalu. V několika písních bylo použito v punku poněkud netradičních nástrojů - houslí, mandolíny a saxofonu. Textařsky se na této desce nejvíce podílel baskytarista kapely Svatopluk Šváb spolu s bubeníkem Pavlem Pospíšilem. Zhudebnění textů se naopak zhostil kytarista Pavel Pešata se Svatoplukem Švábem. Na albu se nachází celkem 17 písní.

## Seznam skladeb
| Pořadí | Název                  | Text                           | Hudba          | Délka |
| ------ | ---------------------- | ------------------------------ | -------------- | ----- |
| 1.     | „Vydržíš“              | Pavel Pospíšil                 | Pavel Pešata   | 2:30  |
| 2.     | „Ramapitéci“           | Svatopluk Šváb                 | Svatopluk Šváb | 2:59  |
| 3.     | „Jehobůh“              | Svatopluk Šváb                 | Svatopluk Šváb | 2:35  |
| 4.     | „Aquasong“             | Svatopluk Šváb                 | Svatopluk Šváb | 2:00  |
| 5.     | „Chaluhy“              | Pavel Pospíšil                 | Pavel Pešata   | 2:13  |
| 6.     | „Prozatímní“           | Svatopluk Šváb                 | Svatopluk Šváb | 2:23  |
| 7.     | „Zůstat stát“          | Pavel Pešata                   | Pavel Pešata   | 3:07  |
| 8.     | „Sprejofil“            | Svatopluk Šváb                 | Pavel Pešata   | 2:15  |
| 9.     | „Zloděj z Bagdádu“     | Svatopluk Šváb                 | Svatopluk Šváb | 2:57  |
| 10.    | „Lebka v hajzlu“       | Svatopluk Šváb, Pavel Pospíšil | Svatopluk Šváb | 0:59  |
| 11.    | „Hipík“                | Pavel Pospíšil                 | Pavel Pešata   | 2:25  |
| 12.    | „Byznysbejbypanknrol“  | Svatopluk Šváb                 | Svatopluk Šváb | 2:14  |
| 13.    | „Vzpamatuj se!“        | Pavel Pospíšil                 | Pavel Pešata   | 1:50  |
| 14.    | „Nemáš se kam schovat“ | Pavel Pospíšil                 | Svatopluk Šváb | 2:06  |
| 15.    | „Mlha“                 | Pavel Pešata                   | Pavel Pešata   | 2:03  |
| 16.    | „Lovesong (TECHnická)“ | Pavel Pešata                   | tradicional    | 2:50  |
| 17.    | „Lví podíl“            | Svatopluk Šváb                 | Svatopluk Šváb | 2:42  |
| Celkem |                        |                                |                | 40:08 |

## Sestava při nahrávání
- Svatopluk Šváb – baskytara, zpěv, klávesy (16), akustické kytary (9, 17, 18, 21)
- Pavel Pešata – elektrická kytara, zpěv, mandolína (1, 9), ukulele (1), cimbál (1), perkuse (9)
- Pavel Pospíšil – bicí (1 – 17)
- Veronika Chládková – zpěv (16), sbory (5, 7)
- Jana Kolářová – housle (3), saxofon (5)
- Michal Blecha – country mandolína (3)
- Zdeněk Šikýř – klávesy (11)
- Petr Škabrada– mluvené slovo (9)
- Richard Müller – zpěv (17), sbory (16)